# Friaren
Friaren ("frieren" eller "bejleren"), også kaldet Friarfossen, Geitfossen eller Skageflåfossen, er et vandfald i Geirangerfjorden i Stranda kommune i Møre og Romsdal. Vandfaldet ligger overfor De syv søstre, og det siges at Friaren gør kur til dem.
Vandfaldet har et sammenlagt fald på 275 m, selvom det nogle steder omtales som værende 440 m højt.